# 加賀 (足立区)
加賀（かが）は、東京都足立区の地名。住居表示実施済み。現行行政地名は加賀一丁目及び二丁目。

## 地理
足立区の北西部西端に位置し、北は入谷、東は皿沼、南は鹿浜、西は首都高速道路の高架橋を境に埼玉県川口市東領家と接する。町域は都市計画道路補助第251号線で南北に分かれ、南側が加賀一丁目、北側が加賀二丁目となる。町域面積は加賀二丁目の方が大きく、区立中学校や住区センターなどの公共施設も集中している。また首都高速川口線の加賀出入口が町域内にあり、隣接する皿沼の流通センターとともに、足立区と埼玉県・東北地方を結ぶ物流・流通の経過拠点となっている。

## 歴史
1975年（昭和50年）の住居表示実施により町域が「加賀」と「皿沼」に分かれたが、当該地区の大部分は「加賀皿沼町」という一つの町域であり、加賀と皿沼の両者の関係は歴史的にも地域的にも極めて密接なものであった。なお、旧・加賀皿沼町には多数の飛地があり、隣の北鹿浜町との町界は複雑に入り組んでいた。
かつて加賀は、隣接する皿沼とともに鹿浜村の中の小字であった。当初はそれぞれが「加々」と「皿沼」というように別々の小字であったが、後に「加々皿沼」と一つになり、さらに元禄時代頃までに再び「加々」と「皿沼」というように二つに分かれたという。
江戸幕府が崩壊して明治時代となると、加々皿沼は武蔵知県事の管轄となり、後に小菅県の所管となった。1871年（明治4年）の廃藩置県の実施で東京府が設置されると、加々皿沼は「東京府南足立郡加々皿沼村」として公式に村と称した。1889年（明治22年）に周辺8か村を合併して江北村が誕生すると、加々皿沼は江北村の大字となり、約半世紀間の江北村時代を経る。
1932年（昭和7年）の東京府構成5郡80か町村の東京市編入で南足立郡が足立区へと解体再編されると、大字加々皿沼は「東京都足立区加賀皿沼町」として発足した。しかし行政的な立場はめまぐるしく変遷しても、その町並みと人々の暮らしぶりは江戸時代以来変わることなく続き、その変化は1960年代に始まる土地区画整理事業の実施を待つこととなる。
1975年（昭和50年）7月1日の住居表示実施により、加賀皿沼町、北鹿浜町、北堀之内町の各一部の区域をもって加賀一丁目が、また加賀皿沼町と北鹿浜町の各一部の区域をもって加賀二丁目が成立した。
それまで足立区西部に広がる鉄道空白地帯の一角にあったが、2008年3月30日に日暮里・舎人ライナーが開業し、近隣に駅が開設された。

### 地名の由来
「加賀」の由来については諸説あるが、その中の一つは石川県南部の旧国名である「加賀国」から移住した人々が開拓に携わったというものがある。また、一方で「カガ」の音の由来は「芝原・草原」を意味するものであり、かつてこの地域一帯が芝原ないしは草原であったのではないかとも考えられている。
江戸時代には、隣接する皿沼と合わせて「加々皿沼」と呼ばれる鹿浜村の中の小字であった。

### 沿革
- 1889年5月1日 - 東京府南足立郡加々皿沼村が周辺の村と合併し、江北村が成立。南足立郡江北村大字加々皿沼となる。
- 1932年10月1日 - 南足立郡が東京市足立区となり、大字加々皿沼は全域が加賀皿沼町となる。
- 1968年12月1日 - 加賀皿沼町の一部に住居表示が実施され、鹿浜五丁目に編入される。
- 1975年7月1日 - 加賀皿沼町・北鹿浜町・北堀之内町の一部に住居表示が実施され、加賀一・二丁目が設置される。加賀皿沼町の残余の大部分は、同日実施の住居表示により、皿沼一・二・三丁目、鹿浜五・八丁目・谷在家三丁目に編入される。
- 1985年2月1日 - 加賀皿沼町の一部に住居表示が実施され、入谷七丁目に編入される。
- 1987年10月10日 - 加賀皿沼町の一部（旧飛地）に住居表示が実施され、西伊興一丁目（17番街区）に編入される。
- 1997年3月1日 - 加賀皿沼町の残存地域（舎人公園南西端の旧飛地）に住居表示が実施され、舎人公園に編入される。わずかに残存していた加賀皿沼町は、この日をもって飛地も含め消滅した。

## 世帯数と人口
2025年（令和7年）1月1日現在（足立区発表）の世帯数と人口は以下の通りである。
| 丁目       | 世帯数    | 人口    |
| ---------- | --------- | ------- |
| 加賀一丁目 | 693世帯   | 1,436人 |
| 加賀二丁目 | 1,296世帯 | 2,675人 |
| 計         | 1,989世帯 | 4,111人 |

### 人口の変遷
国勢調査による人口の推移。
| 年                 | 人口  |
| ------------------ | ----- |
| 1995年（平成7年）  | 4,115 |
| 2000年（平成12年） | 3,918 |
| 2005年（平成17年） | 3,863 |
| 2010年（平成22年） | 4,183 |
| 2015年（平成27年） | 3,981 |
| 2020年（令和2年）  | 4,081 |

### 世帯数の変遷
国勢調査による世帯数の推移。
| 年                 | 世帯数 |
| ------------------ | ------ |
| 1995年（平成7年）  | 1,272  |
| 2000年（平成12年） | 1,279  |
| 2005年（平成17年） | 1,369  |
| 2010年（平成22年） | 1,697  |
| 2015年（平成27年） | 1,631  |
| 2020年（令和2年）  | 1,781  |

## 学区
区立小・中学校に通う場合、学区は以下の通りとなる（2023年4月時点）。なお、足立区では学校選択制度を導入しており、区内全域から選択することが可能。ただし、小学校に関しては、2018年（平成30年）度から学区域または学区域に隣接する学校のみの選択になる。
| 丁目       | 番地 | 小学校                 | 中学校             |
| ---------- | ---- | ---------------------- | ------------------ |
| 加賀一丁目 | 全域 | 足立区立鹿浜未来小学校 | 足立区立加賀中学校 |
| 加賀二丁目 | 全域 | 足立区立皿沼小学校     | 足立区立加賀中学校 |

## 事業所
2021年（令和3年）現在の経済センサス調査による事業所数と従業員数は以下の通りである。
| 丁目       | 事業所数  | 従業員数 |
| ---------- | --------- | -------- |
| 加賀一丁目 | 61事業所  | 428人    |
| 加賀二丁目 | 112事業所 | 982人    |
| 計         | 173事業所 | 1,410人  |

### 事業者数の変遷
経済センサスによる事業所数の推移。
| 年                 | 事業者数 |
| ------------------ | -------- |
| 2016年（平成28年） | 151      |
| 2021年（令和3年）  | 173      |

### 従業員数の変遷
経済センサスによる従業員数の推移。
| 年                 | 従業員数 |
| ------------------ | -------- |
| 2016年（平成28年） | 1,418    |
| 2021年（令和3年）  | 1,410    |

## 交通

### 路線バス
- 都営バス

王46：王子駅行
- 東武バスセントラル

西01：西新井駅行
- 国際興業バス

川15：川口駅東口行
赤26：赤羽駅行
赤23-2：赤羽駅・赤羽岩淵駅発深夜バス
- 新日本観光自動車

鹿02（はるかぜ）：北千住駅行

### 道路
- 首都高速川口線：加賀出入口
- 東京都道106号東京鳩ヶ谷線（鳩ヶ谷街道）
- 東京都道239号足立川口線

## 施設
保育・教育
- 加賀住区センター
- 加賀保育園
- 足立区立加賀中学校

公園
- 加賀公園
- 加賀北公園
- 加賀児童遊園
- 加賀二丁目児童遊園（加賀二丁目児童遊園）

## 史跡
神社
- 加賀稲荷神社

## その他

### 日本郵便
- 郵便番号 : 123-0861[3]（集配局 : 足立西郵便局[16]）。